# Битка код Касл Нока
Битка код Касл Нока одиграла се јуна 1171. године између англо-норманских и ирских снага.
Маја 1171. године код Даблина појавио се Родерик О Конор, краљ Ирске, с јаком војском, и улогорио се у четири групе око града. После опсаде од 30 дана, јуна 1171. године, кад је у Даблину нестало хране, господар Даблина, Ричард Пембрук, предузео је са 600 људи изненадни испад из града, напао краљев логор код Касл Нока, села на око 8 км западно од Даблика. Пре него што је у селу дат знак за узбуну, Ричард Пембрук је одбацио краљеву групу. Кад су сазнали за Родериков пораз, Ирци из остала три логора растурили су се својим кућама.